# Sutache

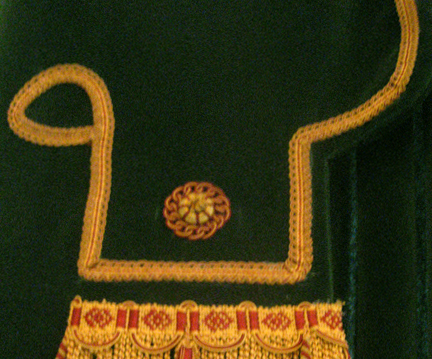
Un borde hecho con sutache en una cortina que está en la Cámara del Senado de Vermont de la Casa del Estado de Vermont

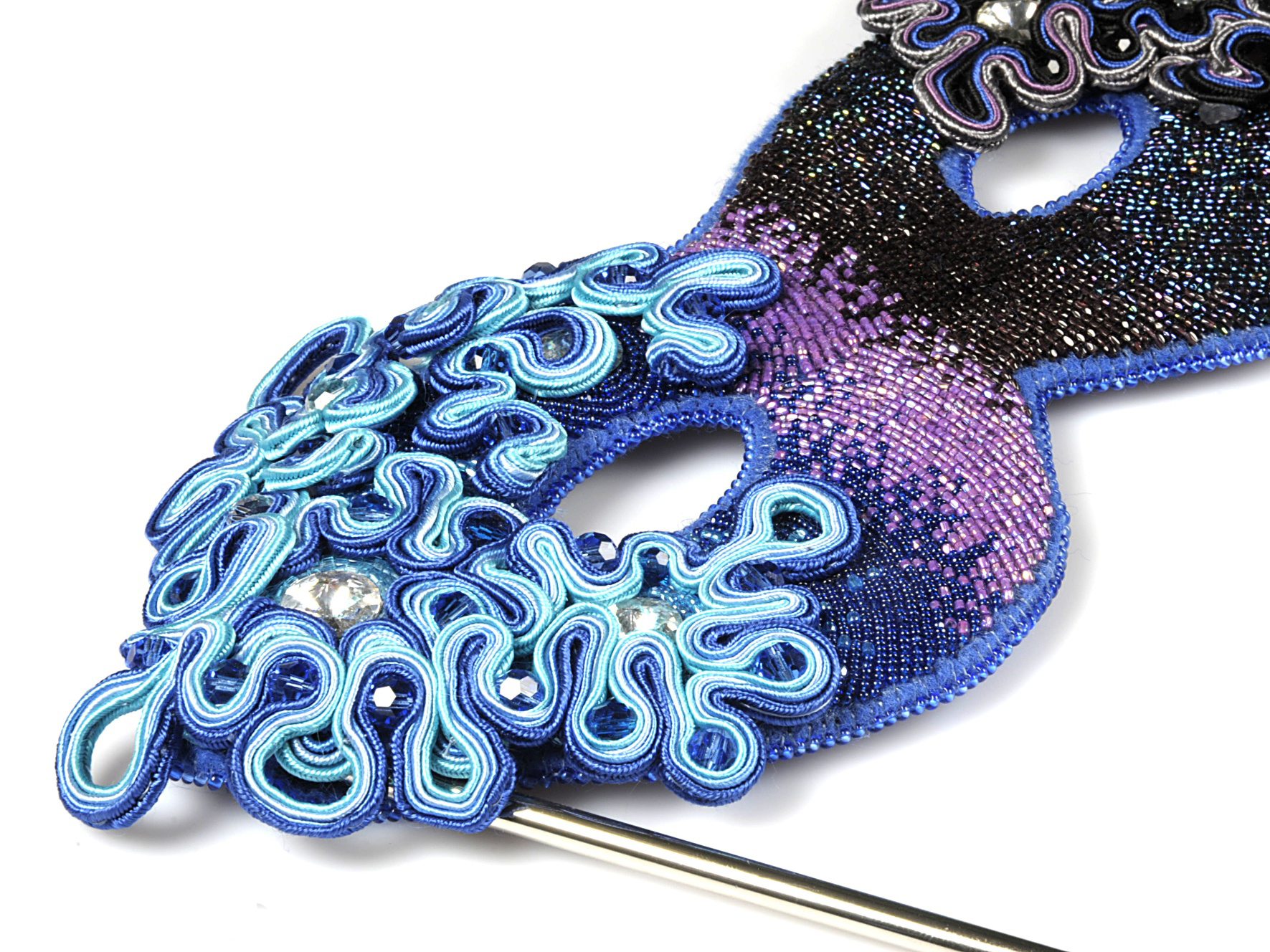
Antifaz decorado con sutache

El sutache es una cinta decorativa plana y estrecha, utilizada en la ornamentación de cortinas o prendas de vestir. Se forma tejiendo un hilo decorativo alrededor y entre dos cordones paralelos, cubriendo completamente los núcleos; esto produce una pieza de adorno con un patrón trenzado o en espiga. A menudo se teje con hilo metálico, seda o una mezcla de seda y lana. En el siglo XX, el sutache comenzó a fabricarse con rayón y otras fibras sintéticas.[cita requerida]

## Usos
El sutache se emplea en la pasamanería para añadir decoraciones a elementos textiles. En la confección de ropa, se utiliza para disimular costuras o añadir adornos bordados.
La "trenza de trazado" es un sutache estrecho utilizado para decorar uniformes. En los uniformes militares, los ribetes o lazos de sutache en diferentes anchos y colores se usan para indicar rangos, especialmente en sombreros. En los uniformes deportivos, a veces se emplea un sutache contrastante para adornar la abertura frontal y delinear números o nombres de jugadores.
El sutache se incorpora en accesorios independientes como joyas, típicamente con cuentas.

### Uso en uniformes
En las Especificaciones para el Uniforme del Ejército de los Estados Unidos de 1917, hay una descripción detallada de las diferentes filas de sutache en la manga de los abrigos de gala y de noche especial. A un coronel le corresponde un nudo formado por cinco filas de 1/8" de oro o dorado, a un teniente coronel cuatro filas, a un mayor tres, a un capitán dos y a un primer teniente una sola. Para un abrigo, se usaría 1/8 de pulgada de sutache negro.
En Francia, en 1889, el sutache de oro y plata apareció en el kepi y en el dolman de diversos oficiales militares: el Jefe de Correos tendría una fila de sutache plateado, mientras que el director del Telégrafo tendría cinco.

## Historia
El soutache se originó en Francia en el siglo XV y se utilizó para adornar la ropa de la aristocracia y fabricar joyas. Para el siglo XVII, se unió a otros adornos como cintas y encajes que eran elementos clave de la moda de la clase alta, en Francia y más allá.
La trenza de sutache comenzó a usarse en uniformes en Francia bajo Napoleón a principios del siglo XIX. También se utilizó en la vestimenta militar y burocrática otomana durante el siglo XIX, y este uso se extendió a otros países bajo dominio otomano en el Levante y el norte de África.
Con la Revolución Industrial y la mayor disponibilidad de ropa y adornos decorativos más económicos, el sutache comenzó a encontrarse en prendas de vestir listas para usar, haciéndolo accesible a una gama más amplia de personas. El sutache alcanzó su apogeo con la ropa victoriana más elaborada.
Se dispuso de un accesorio conocido como underbraider para máquinas de coser domésticas, con el propósito de suministrar sutache directamente debajo de la aguja en el reverso de la tela para que los diseños pudieran ser cosidos a máquina. Los manuales y libros de referencia de mediados del siglo XX indican que era muy popular en ese momento.